# Farancia abacura
La serpiente del lodo (Farancia abacura) es una especie de reptil inofensivo y semiacuático de la familia Colubridae y subfamilia Dipsadinae. Habita en el sureste de Estados Unidos.

## Descripción
La serpiente del barro suele crecer hasta una longitud total (incluida la cola) de 1 a 1,4 m (40 a 54 pulgadas), aunque puede alcanzar una longitud récord de algo más de 2 m.
El dorso de la serpiente del barro es de color negro brillante. La parte ventral es roja y negra, y el rojo se extiende por los lados para formar barras de color rosa rojizo.
La forma en la que se disponen las escamas de la cabeza es distintiva en el sentido de que sólo hay una escama internasal, no hay escama preocular, y una escama temporal anterior. Las escamas dorsales son lisas, y están dispuestas en 19 filas en el medio del cuerpo. Hay 168-208 escamas ventrales y 31-55 escalas subcaudales. La placa anal está dividida.

## Hábitat y distribución
F. abacura habita en las orillas de arroyos y pantanos, entre la vegetación densa o bajo desechos del suelo. Es casi totalmente acuática y rara vez sale del agua, excepto para poner huevos, hibernar o durante la sequía para escapar de la sequía en su hábitat. La serpiente del barro se encuentra en el sudeste de los Estados Unidos, en los estados de Alabama, Arkansas, Florida, Georgia, Illinois, Kentucky, Luisiana, Misisipi, Misuri, Carolina del Norte, Oklahoma, Carolina del Sur, Tennessee, Texas y Virginia.

## Ecología
La serpiente del barro es mayormente acuática y nocturna. Se alimenta principalmente de salamandras acuáticas gigantes de los géneros Siren y Amphiuma, pero también come otros anfibios. Se sabe que utilizan sus colas afiladas y puntiagudas para pinchar a sus presas, lo que les ha valido el apodo de "serpiente con aguijón", aunque sus colas no contienen ningún aguijón.  
La época de cría de F. abacura tiene lugar en primavera, principalmente en los meses de abril y mayo. Ocho semanas después del apareamiento, la hembra pone de 4 a 111 huevos en un nido excavado en la tierra húmeda, a veces en nidos de caimanes. La hembra permanecerá con sus huevos hasta que eclosionen. En otoño, normalmente en septiembre u octubre. Aunque no se han encontrado huevos sin eclosionar en invierno o en primavera, muchas serpientes del lodo jóvenes son vistas entrando en humedales en primavera, muy probablemente de puestas depositadas y eclosionadas al final del verano o el otoño anteriores. Se cree que las crías de serpiente del barro entran en los hábitats acuáticos en otoño o retrasan su entrada hasta la primavera, pero no se sabe si permanecen en un nido terrestre o se dispersan en los hábitats terrestres durante este tiempo.